# 가공치즈

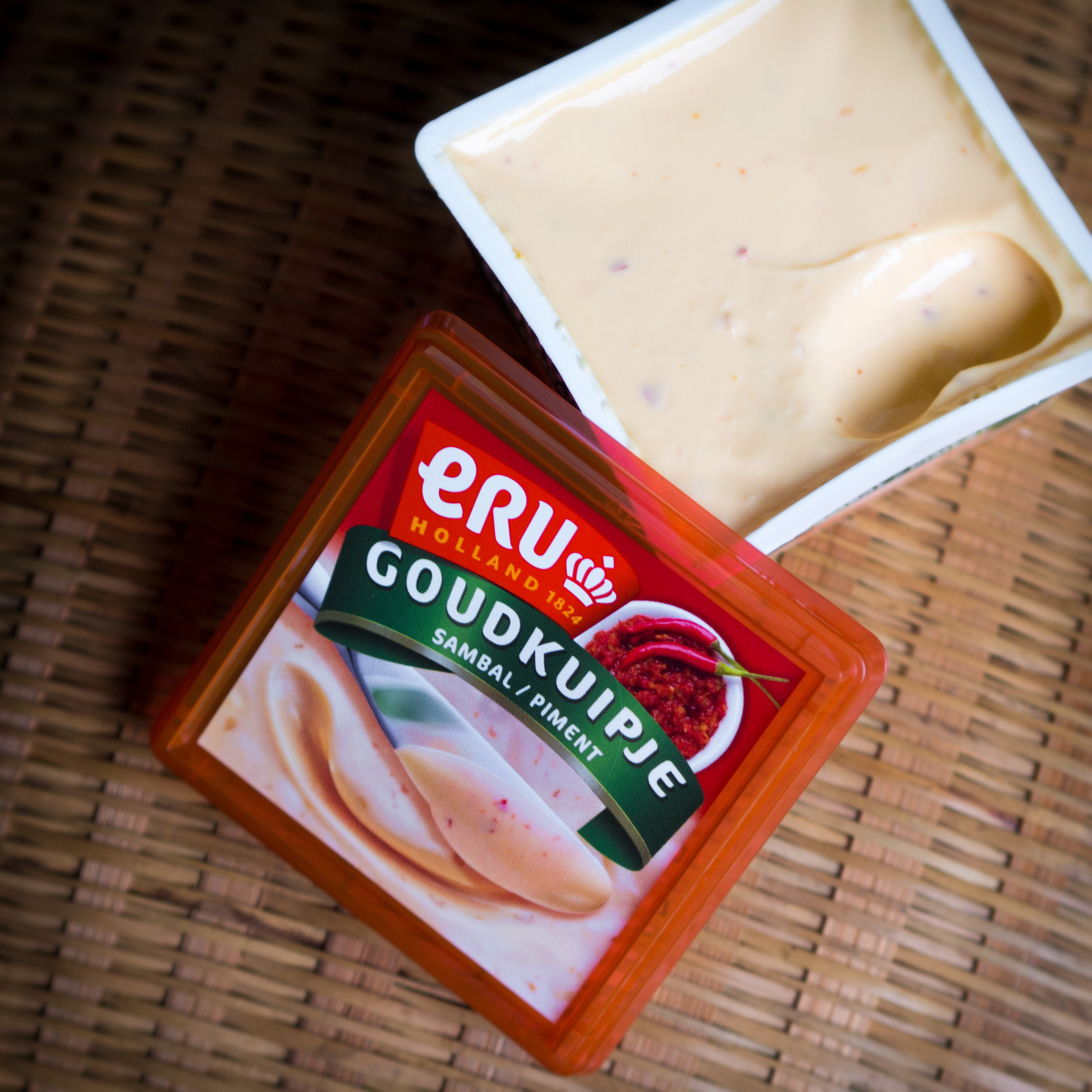
네덜란드에서 온 이 제품과 같은 치즈 스프레드는 넓은 의미에서 가공 치즈로 간주될 수 있다.

가공치즈(加工+cheese)는 치즈를 유화제(실제로는 칼슘 킬레이트제)와 혼합하여 만든 제품이다. 식물성 기름, 비발효 유제품 성분, 소금, 착색제, 또는 설탕과 같은 추가 재료가 포함될 수 있다. 결과적으로, 가공 치즈에는 다양한 맛, 색상 및 질감이 존재한다. 가공 치즈는 일반적으로 약 50~60%의 치즈와 40~50%의 기타 재료를 포함한다.

## 역사
가공 치즈는 1911년 스위스에서 처음 개발되었다. 발터 게르버와 프리츠 슈테틀러는 더 긴 유통기한을 가진 치즈를 찾고 있었고, 퐁뒤와 치즈 소스의 영향을 받아 녹인 에멘탈 치즈에 구연산나트륨을 첨가하여 유화된 치즈 소스가 다시 고체로 식힐 수 있음을 발견했다. 그 직후인 1916년, 캐나다계 미국인 사업가 제임스 L. 크래프트는 살균을 통해 숙성 과정을 멈추게 하는 새로운 치즈 보관 방법에 대한 최초의 미국 특허를 출원했다.

## 장점

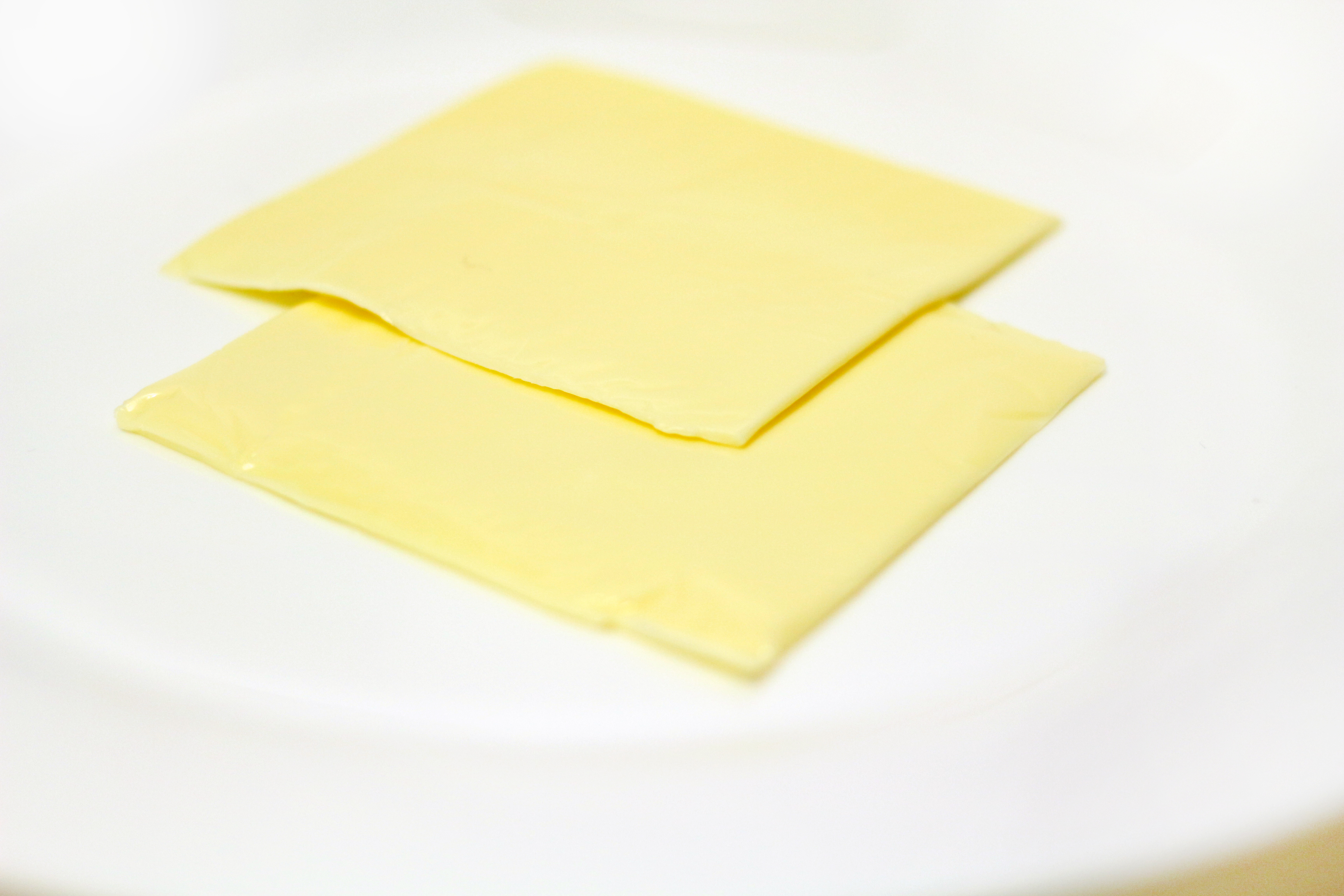
가공 치즈 슬라이스

가공 치즈는 자연 치즈에 비해 여러 가지 기술적 이점을 가지고 있다. 여기에는 훨씬 긴 유통기한, 조리 시 분리되지 않는 저항성(녹는성), 균일한 외관 및 물리적 특성이 포함된다. 또한 대량 생산되기 때문에 기존의 치즈 제조보다 생산자와 소비자 모두에게 훨씬 낮은 비용을 제공한다. 이는 결과적으로 산업 규모의 생산량, 낮은 유통 비용, 꾸준한 공급 및 전통 치즈에 비해 훨씬 빠른 생산 시간을 가능하게 한다.
가공 치즈는 녹일 때 분리되지 않으므로 다양한 요리의 재료로 사용된다. 일부 비가공 치즈와 달리 가열해도 맛이나 질감이 변하지 않는다.

## 화학
가공 치즈는 지방이 단백질로부터 분리되지 않고 녹을 수 있도록 하는 것을 목표로 만들어진다. 전통적인 치즈는 카세인 네트워크 안에 갇힌 개별 지방 구슬로 구성되며, 칼슘이 카세인 분자를 함께 묶어준다. 장시간 가열하면 일반적으로 덩어리진 단백질 젤과 위에 떠 있는 액체 지방의 혼합물이 된다. 가공 치즈에는 칼슘 봉쇄제(종종 "유화제"라고 잘못 불리지만, "유화염" 및 "유화제"는 올바른 표현이다)가 첨가되어 칼슘이 카세인 네트워크를 유지하지 못하게 한다. 그러면 연결된 카세인 분자의 더 작은 그룹이 녹았을 때 지방과 더 잘 섞여 큰 덩어리 대신 미세한 물방울을 형성할 수 있다. 일반적인 칼슘 봉쇄제로는 인산나트륨, 인산 칼륨, 타르타르산염, 구연산염이 있다. (와인에서 발견되는 타타르산은 스위스 퐁뒤에 사용된 원래의 칼슘 봉쇄제이다.)
더 긴 유통기한은 유화제 때문이 아니라, 통조림과 같은 기존의 열 기반 살균 방법을 치즈에 덩어리 없이 적용할 수 있게 해주기 때문이다.

## 판매 및 라벨링
가공 치즈는 종종 블록 형태로 판매되거나, 낱개 슬라이스로 포장되어 왁스 페이퍼로 분리되거나 각 슬라이스가 기계로 개별 포장되어 판매된다. 가공 치즈는 처음에는 비가압 통조림으로 판매되었다. 일부는 여전히 이런 방식으로 판매된다.

### 영국
영국에서 가공 치즈는 일반적으로 개별 포장된 슬라이스 형태로 판매되며, 종종 "싱글즈"(크래프트 싱글즈를 지칭하지만, 이 브랜드 제품은 영국에서 일반적으로 판매되지 않음)라고 불린다. 때로는 "치즈 같은(cheesy)"과 같은 형용사가 "싱글즈"의 이름에 사용되어 치즈라고 부를 수 있는 것에 대한 법률을 우회하기도 한다. 데이리레아와 더 래핑 카우가 선두 브랜드이다.

### 미국

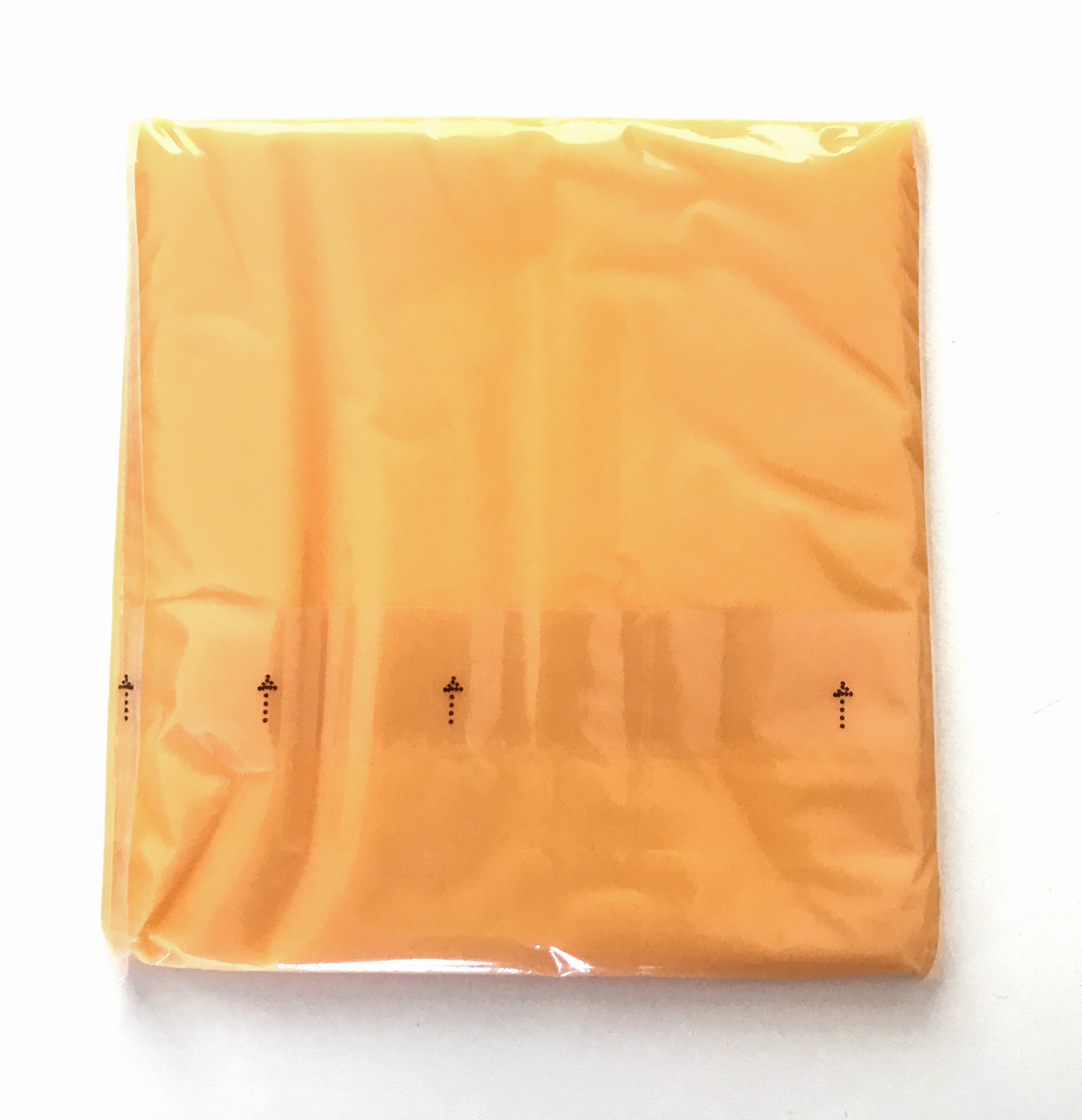
슬라이스 치즈는 가공 치즈이다. 여기서는 개별 포장된 슬라이스 형태로 찍혔다.

1916년, 캐나다계 미국인 제임스 L. 크래프트는 가공 치즈 제조 방법에 대한 최초의 미국 특허를 출원했다. 크래프트 푸드는 최초로 상업적으로 이용 가능한, 유통기한이 긴 슬라이스 가공 치즈를 개발했으며, 1950년에 출시되었다. 최초의 상업적으로 이용 가능한 개별 포장 치즈 슬라이스는 1956년 클리어필드 치즈 컴퍼니에 의해 미국에서 출시되었다. 이러한 형태의 가공 치즈는 그 이후로 미국 가정에서 흔히 사용되었으며, 특히 치즈버거와 그릴드 치즈 샌드위치에 사용되는데, 이는 기존의 체다 치즈와 달리 고르게 익고, 매끄럽게 퍼지며, 응고에 강하기 때문이다. 경쟁업체들은 가공 치즈에 "방부 처리된 치즈"라는 라벨을 붙이도록 요구했지만 성공하지 못했다.
미국에서 가장 잘 알려진 가공 치즈는 크래프트 푸드, 보든 및 기타 회사에서 슬라이스 치즈로 판매된다. 노란색 또는 미색이며, 순하고, 중간 정도의 농도를 가지며 쉽게 녹는다. 주로 콜비 치즈와 체다 치즈의 혼합물로 만들어진다. 미국에서 개발된 또 다른 유형의 가공 치즈는 프로벨 피자 치즈로, 체다 치즈, 스위스 치즈, 프로볼로네 치즈를 향미료로 사용한다. 프로벨 치즈는 세인트루이스 스타일 피자에 흔히 사용된다.

## 법적 정의
가공 치즈와 유사 제품(예: 비발효 유제품, 유화제, 기름, 소금, 착색제)에 포함된 식품 첨가물의 높은 비율로 인해, 이러한 방식으로 만들어진 일부 제품은 많은 국가에서 법적으로 치즈로 분류될 수 없으며, 더 높은 비율의 치즈를 포함하는 유사 제품은 분류될 수 있다.
미국에서 "가공 치즈"라는 용어는 가장 높은 치즈 함량을 가진 제품을 의미하며, 치즈, 최대 5%의 유제품 지방 및 기타 허용된 첨가물로 만들어진다. "치즈 푸드" 또는 "치즈 스프레드"와 같은 용어는 치즈 함량이 더 낮은 제품을 의미한다. "치즈 제품"은 제조업체들이 어떤 기준도 충족하지 못하는 제품에 사용하는 비규제 용어이다.

### 미국

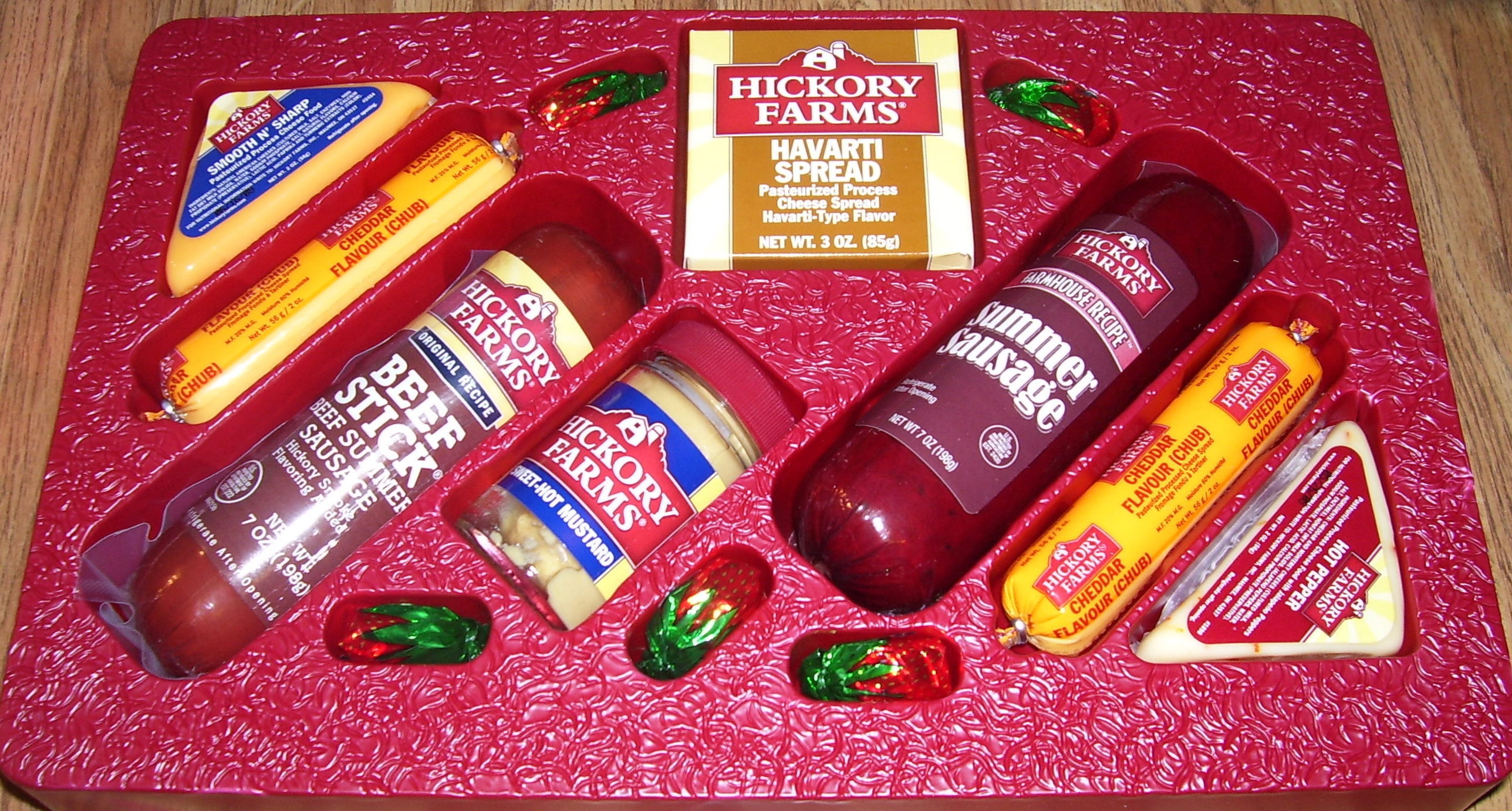
여러 종류의 라벨이 붙은 가공 치즈가 담긴 선물 세트.
왼쪽 위: "저온 살균 가공 치즈 푸드"와 "저온 살균 가공 치즈 스프레드"
가운데 위: "저온 살균 가공 치즈 스프레드 하바티 맛"
오른쪽 아래: "할라페뇨 고추가 들어간 저온 살균 가공 치즈 푸드"

미국에서 가공 치즈는 미국 식품의약국(FDA)이 미국연방규정집 21장 133조("치즈 및 치즈 관련 제품")에 따라 정의, 분류 및 규제한다. 주요 세 가지 분류는 다음과 같다.
저온 살균 가공 치즈(§133.169)
PPC는 하나 이상의 치즈(예: 크림 치즈 및 코티지 치즈는 제외되지만, 슬라이스 치즈는 포함됨)와 유화염을 혼합하여 만든 제품이다.
허용되는 첨가제에는 산성제, 우유 지방 공급원(크림, 무수유지방, 탈수 크림), 물, 소금, 인공 색소, 향신료 또는 향미료(치즈의 향미를 모방하는 것 제외), 그리고 효소 변형 치즈가 포함된다. 소비자용 포장된 PPC에는 곰팡이 억제제와 레시틴도 포함될 수 있다. 첨가되는 유지방은 중량의 5%를 초과해서는 안 된다.
최종 제품에서 수분은 중량의 41%를 초과하지 않아야 하며, 지방 함량은 49% 이상이어야 한다. 수분 및 지방 함량은 또한 원재료 치즈의 허용 범위 내에 있어야 한다.
저온 살균 가공 치즈 푸드 (§133.173)
PPCF는 저온 살균 가공 치즈에 사용 가능한 치즈 중 하나 이상을 최종 중량의 51% 이상으로 구성하여 크림, 액체 우유 또는 유청과 같은 하나 이상의 선택적인 유제품 성분과 혼합하여 만든다.
허용되는 첨가제에는 유화염, 산성제, 물, 소금, 인공 색소, 향신료 또는 향미료(치즈의 향미를 모방하는 것 제외), 그리고 효소 변형 치즈가 포함된다. 소비자용 포장된 PPCF에는 곰팡이 억제제와 레시틴도 포함될 수 있다.
최종 고체 형태는 44% 미만의 수분과 23% 이상의 지방 함량을 가져야 한다.
저온 살균 가공 치즈 스프레드(§133.179)
PPCS는 저온 살균 가공 치즈 푸드와 유사하게 만들어지지만 70 °F (21 °C)에서 바를 수 있어야 한다. 수분은 총 중량의 44~60% 사이여야 하며, 지방 함량은 20% 이상이어야 한다. 니신을 첨가할 수 있다.

#### 비규제 용어의 사용
FDA는 "저온 살균 준비 치즈 제품"(특히 많은 크래프트 제품에 나타나는 명칭)이나 "저온 살균 가공 치즈 제품"(특히 많은 미국 상점 및 일반 브랜드 싱글에 나타나는 명칭)에 대한 정체성 기준을 유지하지 않는다. 정의되지 않은 용어를 사용함으로써 제조업체는 기술적으로 허위 라벨링으로 고발당하는 것을 피할 수 있으므로, 이러한 라벨을 사용하는 제품은 우유 단백질 농축물(MPC)을 제형에 자유롭게 사용할 수 있다. MPC는 FDA가 가공 치즈에 허용하지 않는 성분이다. 제조업체가 이러한 용어와 유사 용어를 도입하고 일부 제품을 재라벨링하는 동기는 값싼 수입 우유 단백질 농축물을 사용하여 제품의 일부 치즈를 대체하려는 욕구 때문인 것으로 지적된다. 2002년 후반, 크래프트의 MPC 사용에 항의하는 FDA 경고 서한 이후, 이전에 "저온 살균 가공 치즈 푸드"로 라벨링되었던 일부 크래프트 싱글즈 종류는 "저온 살균 준비 치즈 제품"이 되었고, 벨베타는 "저온 살균 가공 치즈 스프레드"에서 "저온 살균 준비 치즈 제품"으로, 이지 치즈는 "저온 살균 가공 치즈 스프레드"에서 "저온 살균 치즈 스낵"으로 재라벨링되었다.

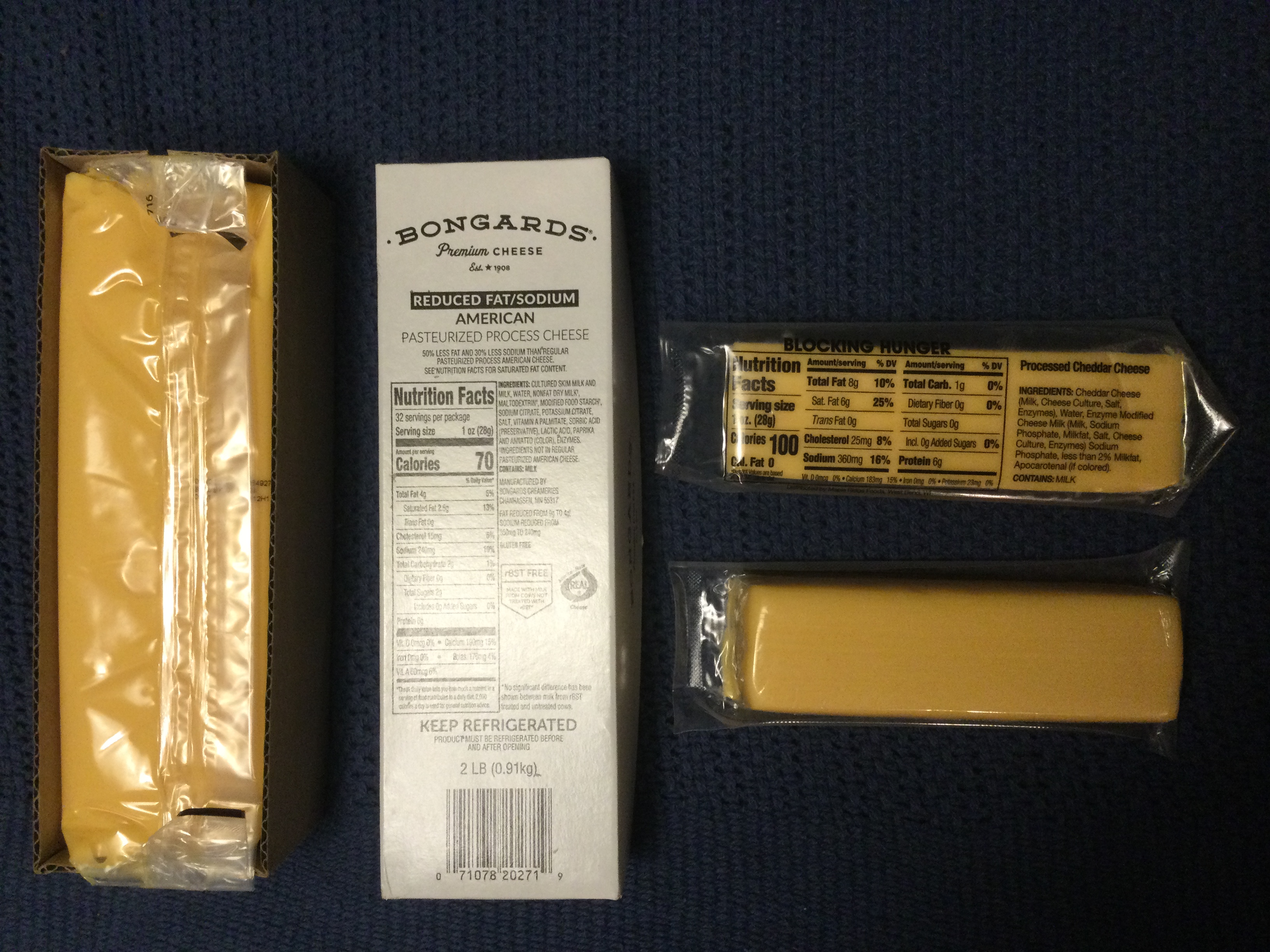
2023년의 정부 치즈: 큰 덩어리의 슬라이스 가공 치즈와 작은 덩어리의 가공 체다 치즈
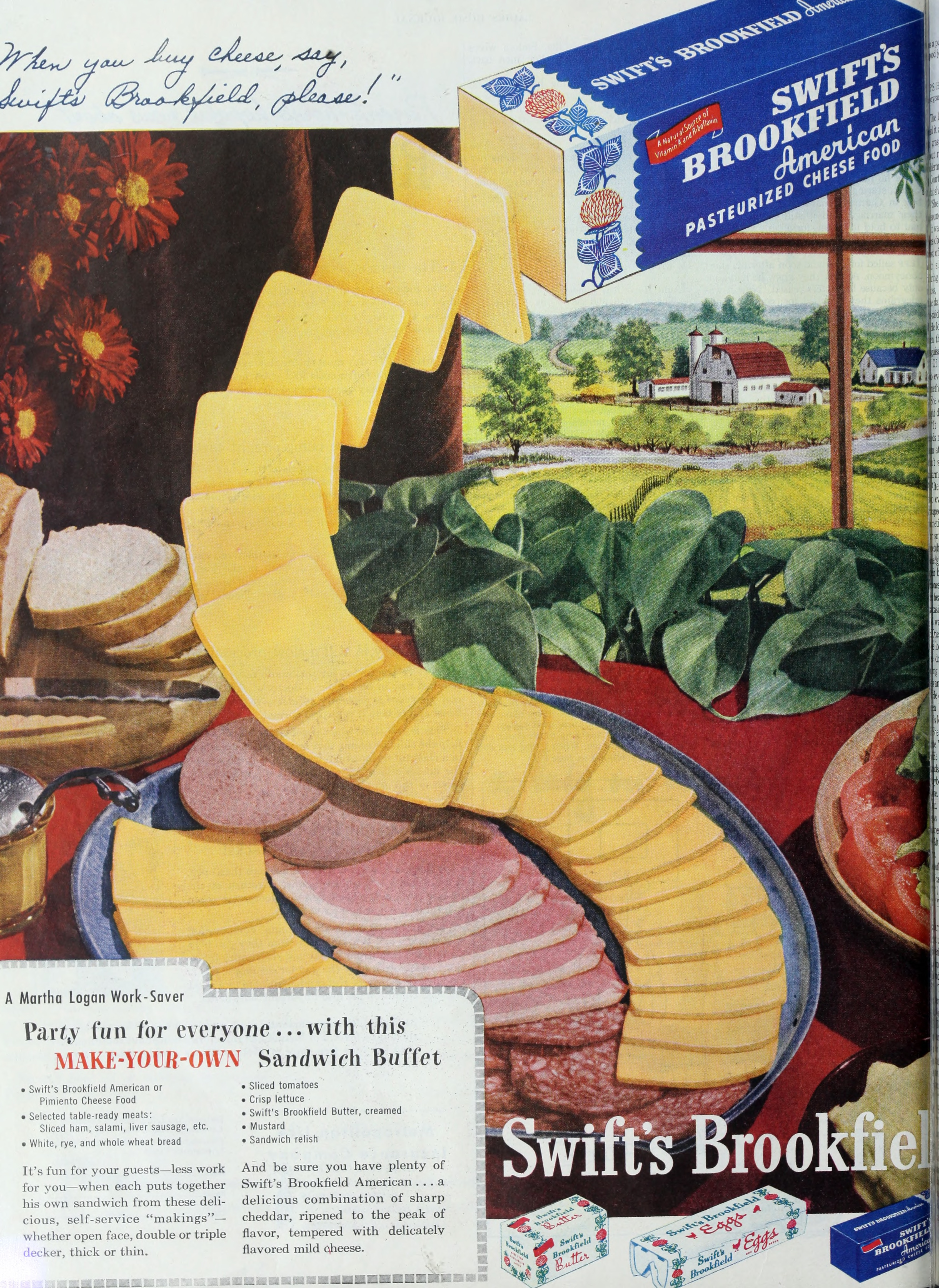
1948년 미국 슬라이스 가공 치즈 푸드 광고
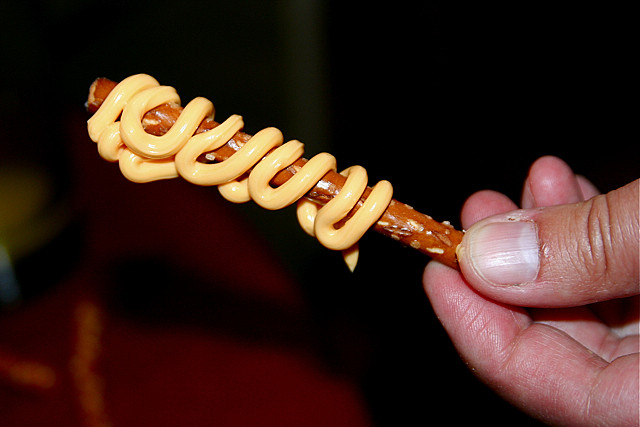
프레첼 위에 뿌려진 이지 치즈, "저온 살균 가공 치즈 스낵"(비규제 용어)
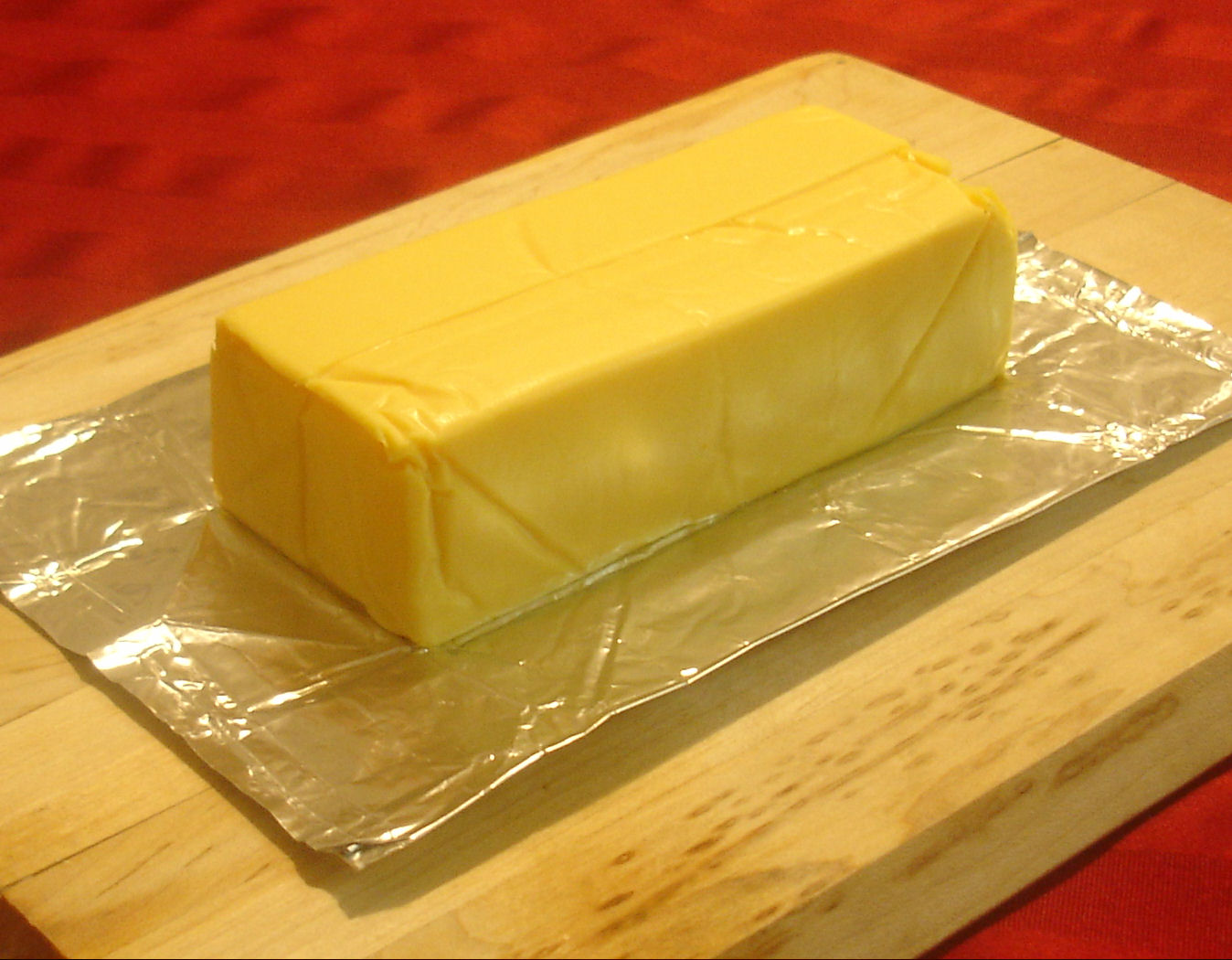
벨베타, "저온 살균 준비 치즈 제품"(비규제 용어)
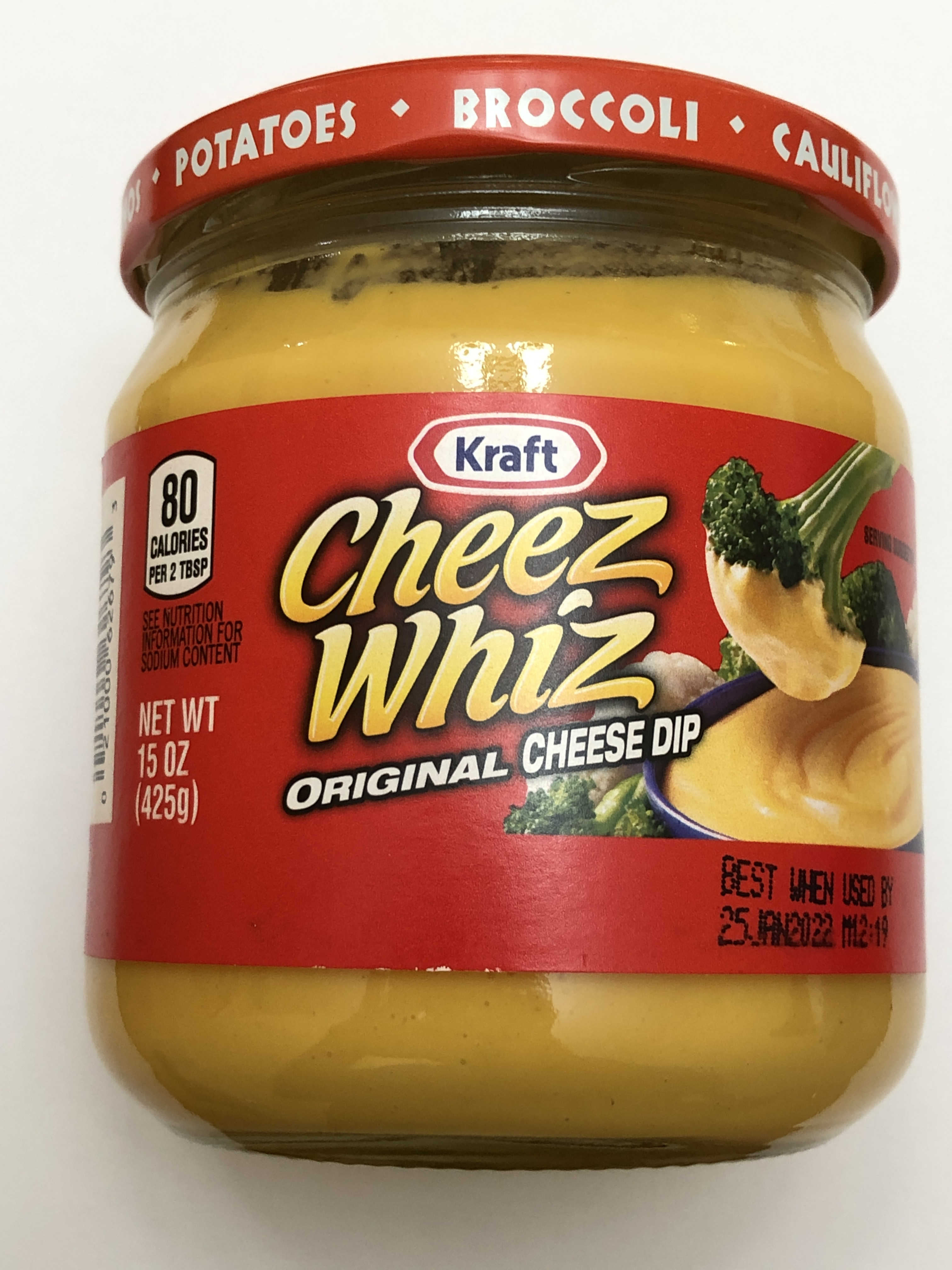
치즈스테이크에 흔히 사용되는 "치즈 딥"(비규제 용어)인 치즈 위즈

## 같이 보기
- 치즈 소스

## 내용주
1. ↑  현재 크래프트 싱글즈는 법적으로 "가공 치즈"로 분류되지 않는다; 아래의 § 법적 정의를 참고하라.
2. ↑  미국 미국연방규정집 21장 133조 169항(저온 살균 가공 치즈)에 따르면, 특정 유형의 "저온 살균 가공 치즈"에 대한 "슬라이스 치즈" 용어의 허용된 사용이 자세히 설명되어 있다. 특히, 133.169조 (e)(2)(ii)항에 따르면 "체다 치즈, 워시 커드 치즈, 콜비 치즈 또는 그래뉼러 치즈 또는 이들 중 두 가지 이상의 혼합물로 만들어진 경우, '저온 살균 가공 슬라이스 치즈'로 지정할 수 있다; 또는 체다 치즈, 워시 커드 치즈, 콜비 치즈, 그래뉼러 치즈 또는 이들 중 두 가지 이상의 혼합물이 치즈 성분에서 다른 종류의 치즈와 결합된 경우, 그러한 치즈 또는 그러한 혼합물은 '슬라이스 치즈'로 지정될 수 있다."